# 警察紀念園區
警察紀念園區，是一座位於台灣台北市內湖區的公墓，是中華民國唯一專門埋葬因公殉職警務人員的墓地。

## 沿革
1955年臺灣省政府警務處前處長樂書田，有鑒於警察人員終生為國辛勞，卻於因公殉職或亡故後，無一適當處所足以安置及撫慰忠魂，乃指示相關單位及人員覓地籌建公墓。後於內湖現址購得總計約五甲之山坡地。經陸軍工兵學校支援與協助，新建忠靈祠一座，1959年完工啟用，並將周遭山坡地逐一整理供用；1971年，新建納骨塔及荷花池；1976年開闢環山道路五百餘公尺；1977年改善排水設施及洽請臺北市政府舖設柏油路面；1979年整建山坡地坡崁及大門與圍牆；1980年開闢新墓地，1981年完工；1989年間，由臺灣省政府警務處編列540萬元預算，結合中央專案補助1200萬元重建忠靈祠，1991年完工。1995年獲李登輝總統賜匾題字；同年署處分立，續由臺灣省政府警政廳（原警務處）經管，1999年7月起，因應精省政策，始併由警政署接管。

## 著名奉安者
- 鄭鶴齡（墓葬）[3]
- 王魯翹（牌位）[4]
- 黃瑋震（牌位）[5]
- 楊庭豪（塔位）[6]

## 外部連結
- 警察公墓 （页面存档备份，存于）